# دم‌داسی‌ها
دم‌داسی‌ها (نام علمی: Cicinnurus) نام یک سرده از تیره مرغ بهشت است.

## گونه‌ها
- مرغ بهشت شاهی, Cicinnurus regius
- مرغ بهشت پرشکوه, Cicinnurus magnificus
- مرغ بهشت ویلسون, Cicinnurus respublica